# Nwankwo Kanu
Nwankwo Christian Nwosu Kanu (eller bare Kanu), (født 1. august 1976 i Owerri, Nigeria) er en tidligere nigeriansk fodboldspiller, der spillede som angriber senest i den engelske klub Portsmouth F.C. Han nåede i sin karriere at optræde for klubber som Ajax, Inter, Arsenal, West Bromwich, Portsmouth. Han startede seniorkarrieren i Iwuanyanwu.
Kanu har desuden siden 1994 spillet på Nigerias landshold. Målt på opnåede titler er han den mest succesfulde fodboldspiller i afrikansk historie. To gange, i 1996 og 1999 er han blevet kåret til Årets Spiller i Afrika.

## Klubkarriere

### Ajax Amsterdam
Efter at have tilbragt de første år af sin karriere i nigerianske klubber, blev Kanu i 1993 som bare 16-årig hentet til den hollandske storklub Ajax Amsterdam. Han debuterede for klubben i 1994 og var med til at vinde Æresdivisionen i samtlige sine tre sæsoner i klubben, 1993-94, 1994-95 og 1995-96. I 1995 vandt klubben desuden Champions League efter finalesejr over italienske AC Milan. Kanu spillede som indskifter i kampen.

### Inter
Efter i sommeren 1996 at have ført Nigerias landshold til guld ved OL i Atlanta blev Kanu solgt til den italienske storklub Inter. Opholdet i Milano-klubben blev dog ikke en succes for Kanu, der opnåede begrænset spilletid for holdet. Dette skyldtes ikke mindst at han under et lægetjek i 1996 fik konstateret en hjerte-karsygdom, der i længere perioder overskyggede hans karriere.
Kanu nåede dog tilbage til at være en del af det Inter-hold der sikrede sig UEFA Cuppen i 1998. Herefter var hans tålmodighed med reserverollen dog opbrugt, og i februar 1999 kunne den engelske Premier League-klub Arsenal F.C. meddele at man havde sikret sig nigerianeren for en pris på cirka 4 millioner britiske pund.

### Arsenal F.C.
Kanus debuterede for Arsenal i en FA Cup-kamp mod Sheffield United, og han blev trods en umiddelbar rolle som reserve for verdensstjerner som Nicolas Anelka, Thierry Henry og Dennis Bergkamp, hurtigt en publikumsyndling blandt London-klubbens fans. Hans rolle på holdet blev også løbende vigtigere.
Kanus måske bedst huskede bedrift for Arsenal kom den 23. oktober 1999 mod lokalrivalerne Chelsea. Med et kvarter tilbage førte Chelsea 2-0 og lignede en vinder af derbyet, men med tre mål sørgede Kanu for et af de mest mindeværdige sejre for Arsenal over Chelsea nogensinde. 
Kanu spillede for Arsenal frem til sommeren 2004, og nåede at vinde Premier League i både 2002 og 2004 samt FA Cuppen i både 2002 og 2003.

### West Bromwich
Kanu skrev herefter kontrakt med det nyoprykkede Premier League-hold West Bromwich Albion, som han debuterede for den 14. august 2004 i en kamp mod Blackburn Rovers. Han spillede for klubben i to sæsoner og var blandt andet med til at sikre en sejr på 2-1 over sin gamle klub Arsenal. Opholdet i West Bromwich blev dog ikke så stor en succes som ønsket for Kanu, og efter kontraktudløb skrev han i sommeren 2006 kontrakt med Portsmouth F.C.

### Portsmouth F.C.
I Portsmouth blev Kanu genforenet med sine gamle holdkammerater fra Arsenal-dagene, Sol Campbell og Lauren, og nigerianeren fik en fremragende debut da han scorede to gange i en Premier League-kamp mod Blackburn Rovers den 19. august 2006. Da sæsonen var forbi havde han scoret 12 gange for klubben og etableret sig i startopstillingen.
Kanus anden sæson i Portsmouth blev endnu mere mindeværdig, da han spillede en helt central rolle i klubbens FA Cup-triumf. Han blev matchvinder i såvel semifinalesejren over sin tidligere klub West Bromwich samt i finalen på Wembley, hvor han scorede kampens eneste mål mod Cardiff City, der sikrede Portsmouth trofæet.

## Landshold
Kanu debuterede for Nigerias landshold helt tilbage i 1994 i en træningskamp mod Sverige, og også med sit landshold har han fejret flere triumfer. I 1996 førte han holdet til OL-guld i Atlanta, og han har desuden flere gange vundet medaljer med holdet ved African Cup of Nations.
Kanu var en del af det nigerianske landshold ved VM i Frankrig 1998 hvor holdet nåede ottendedelsfinalen der dog blev tabt til Danmark, ved VM i 2002, hvor man dog måtte rejse hjem fra Japan efter det indledende gruppespil, samt ved VM i 2010 i Sydafrika.
Pr. juni 2010 er Kanu stadig aktiv på landsholdetr. Han står noteret for 79 kampe og 13 scoringer.

## Titler
Æresdivisionen
- 1994, 1995 og 1996 med Ajax Amsterdam

UEFA Champions League
- 1995 med Ajax Amsterdam

UEFA Cup
- 1998 med Inter

Premier League
- 2002 og 2004 med Arsenal F.C.

FA Cup
- 2002 og 2003 med Arsenal F.C.
- 2008 med Portsmouth F.C.

OL
- 1996 med Nigerias landshold